# Cheung Kong Center
Cheung Kong Center je 283 metrů vysoký mrakodrap nacházející se v centrální a západní části Hongkongu. Je to 9. nejvyšší budova v Hongkongu.

## Historie
Americký architekt Cesar Pelli navrhl v Hongkongu dva mrakodrapy. První budova byla Cheung Kong Center a druhá Two International Finance Center.
V roce 1993 začala jednání s vládou o nákupu pozemku pro stavbu budovy. Všechna jednání a smlouvy byly dokončeny v roce 1995 a v tomtéž roce začala výstavba. Sloučením pozemku bývalého hotelu Hilton, který byl zbourán a odtěžen, a sousedního hotelového areálu bylo možné postavit budovu o výměru 9 900 m² na  ploše 150 000 m² včetně parkoviště o 1000 míst. Budovu navrhli architekti Cesar Pelli a Leo A. Daly.
Výstavba 62 poschoďové budovy skončila v červenci 1999.

## Popis budovy
Budova se nachází mezi věží HSBC Main Building a mrakodrapem Bank of China Tower. Pravidelný hranol mrakodrapu Chueng Kong Center nahradil původní budovu hotelu Hilton. Ta byla zbourána, aby zde vznikl prostor pro novou centrálu společnosti Chung Kong Holdings. Vnější stěny budovy jsou tvořeny jednolitými skleněnými panely, z nichž každý má rozměry 2,4×2,1 m, a poskytují tak obyvatelům 360stupňový panoramatický výhled na celé město. Stejné panely jsou protkány soustavou optických vláken, která lze v noci osvětlit a zobrazovat na nich různá sdělení podle ročního období. Ovládání světel řídí počítač.
V budově jsou velké podlahové plochy, které se pohybují v rozmezí od 1 900 m² do 2 000m². Nájemci si mohou přizpůsobit celý půdorys kanceláře s velmi malými náklady, protože na půdorysu nejsou žádné překážející sloupy. Všechny kanceláře jsou navrženy s vyspělým systémem zvýšených podlah, jimiž je vedena klimatizace a moderní optická síť přístupná všem nájemcům.
Pyšní se nejrychlejšími výtahy v regionu, které vyrobila společnost Mitsubishi a jejichž maximální rychlost je devět metrů za sekundu. Každý výtah je v horní části každé kabiny vybaven obřími plazmovými obrazovkami, na nichž vysílá Bloomberg TV.